# HD 96167 b
HD 96167 b est une exoplanète orbitant autour de l'étoile HD 96167, une sous-géante de type spectral G située à 274 années-lumière (84 pc) du Soleil, dans la constellation de la Coupe. Elle est caractérisée par une excentricité orbitale particulièrement élevée — de l'ordre de 0,71 — qui l'amène entre 0,38 et 2,22 UA de son étoile.
Cette planète représente un cas extrême de type Jupiter excentrique.